# Josef Kaczor
Josef Kaczor (* 23. März 1953 in Hamm, Westfalen), auch „Jupp“ genannt, ist ein ehemaliger deutscher Fußballspieler.

## Karriere
Josef Kaczor, der ältere Bruder von Edmund Kaczor, begann seine Profikarriere, als er zum Beginn der Saison 1974/75 als 20-Jähriger vom Landesligisten SC Eintracht Heessen zum VfL Bochum in die Bundesliga wechselte. Der angestrebte Wechsel zum Hamburger SV, den der dortige Trainer Kuno Klötzer wünschte, scheiterte am Management des HSV. Kaczor konnte sich beinahe sofort als Stürmer unter dem damaligen VfL-Trainer Heinz Höher etablieren und erzielte bis zur Winterpause neun Tore; zehn in seiner ersten Profi-Saison. Er wurde damit auf Anhieb hinter Werner Balte (14 Tore) zweitbester Torschütze der Mannschaft von der Castroper Straße. Sein Debüt gab er am 24. August 1974 (1. Spieltag) bei der 0:1-Niederlage im Auswärtsspiel gegen den VfB Stuttgart; sein erstes Tor war der 3:2-Siegtreffer im Heimspiel gegen den 1. FC Köln eine Woche später. In der Saison 1976/77 bestritt der Torjäger alle 34 Bundesligaspiele beim VfL und erzielte beim 15. der Tabelle 21 Tore. Nur Dieter Müller (34), Gerd Müller (28), Bernd Hölzenbein (26), Klaus Fischer (24) und Wolfgang Frank mit ebenfalls 24 Treffern erzielten in dieser Runde mehr Tore als Kaczor. Bei den beiden 4:2-Heimerfolgen gegen den Hamburger SV (17. Spieltag) und Hertha BSC am 22. Spieltag zeichnete er sich jeweils als dreifacher Torschütze aus. Der Klassenerhalt der Bochumer in dieser Saison kam entscheidend durch die Kaczor-Tore zustande und begründete den Ruf der „Unabsteigbaren“. Er blieb den Bochumern sieben Jahre treu, bevor er im Januar 1981 (bis September 1982) in die Niederlande zum Erstligisten Feyenoord Rotterdam, eine Spielzeit später noch zu Eintracht Frankfurt wechselte. Verletzungsbedingt absolvierte er 1982/83 jedoch nur diese Spielzeit und schloss diese mit 15 Einsätzen und einem Treffer ab.
Von 1983 bis November 1985 schlossen sich dann nochmals Stationen im Amateurlager bei SCE Hamm, ab Februar 1986 beim SuS Hüsten und 1988 beim TuS Wiescherhöfen an. Mit dem SV Eintracht Hamm erreichte Kaczor 1984 das Endspiel um die deutsche Fußball-Amateurmeisterschaft, welches gegen den Offenburger FV 1:4 verloren wurde.

## Sonstiges
Kaczor ist der viertsicherste Torschütze der Bochumer in der Bundesliga. Für den VfL Bochum erzielte er auch eine bemerkenswerte Quote im DFB-Pokal-Wettbewerb: In 14 Spielen erzielte er 13 Tore. Sein drei Jahre jüngerer Bruder, Edmund „Eppi“ Kaczor, bestritt fünf Bundesliga-Spiele für den MSV Duisburg sowie 109 Zweitligapartien für Preußen Münster und Rot-Weiß Oberhausen.
Kaczor machte mit 31 Jahren noch eine Banklehre bei der Hammer Bank, dem damaligen Sponsoren von Eintracht Hamm.
Er arbeitet heute als Bankkaufmann bei der Dortmunder Volksbank und lebt in Welver.